# Gundi Busch
Inge Gundula „Gundi” Busch (ur. 29 kwietnia 1935 w Mediolanie, zm. 31 stycznia 2014 w Sztokholmie) – niemiecka łyżwiarka figurowa.

## Lata młodości
Była córką niemieckiego biznesmena. Treningi łyżwiarstwa figurowego rozpoczęła w czwartym roku życia. W młodości trenowała także balet. W 1944 przeprowadziła się wraz z rodziną do holenderskiego Haarlem, a stamtąd po wojnie do Garmisch-Partenkirchen, gdzie wstąpiła do klubu SC Riessersee.

## Kariera
W 1952 wystąpiła na igrzyskach olimpijskich, na których zajęła 8. miejsce w zawodach solistek. Srebrna medalistka mistrzostw świata w zawodach solistek z 1953 i złota z 1954. Pierwsza w historii mistrzyni świata w łyżwiarstwie figurowym reprezentująca Niemcy. Srebrna medalistka mistrzostw Europy w zawodach solistek z 1953 i złota z 1954. Dwukrotna mistrzyni Niemiec w zawodach solistek (z 1953 i 1954). W lutym 1955 rozpoczęła profesjonalną karierę, ale niedługo później ją zakończyła.

## Życie prywatne
W 1955 poślubiła szwedzkiego hokeistę i olimpijczyka Göstę Johanssona, z którym rok później przeprowadziła się do Szwecji, gdzie pracowała jako trenerka łyżwiarstwa. W 1957 urodziła syna Petera. Już od najmłodszych lat uczyła go jazdy na łyżwach. W kwietniu 2009 opublikowała autobiografię, w której napisała, że do rozpoczęcia treningów łyżwiarstwa figurowego zmusiła ją matka.

## Literatura dodatkowa
- Gundi Busch: Mein eiskaltes Leben. Münster: Biographie-Verlag Damwerth, 2009. ISBN 978-3-937772-13-4. (niem.). Brak numerów stron w książce